# Hamza Abdi Idleh
Hamza Abdi Idleh (ur. 16 grudnia 1991 w Dżibuti) – dżibutyjski piłkarz grający na pozycji pomocnika w klubie FC Dikhil/SGDT.

## Kariera klubowa

### AS Ali Sabieh Djibouti Télécom
Idleh grał dla AS Ali Sabieh Djibouti Télécom w latach 2014–2018. W każdym z tych sezonów zdobywał on mistrzostwo Dżibuti.

### AS Port
Idleh trafił do AS Port 1 lipca 2018. W sezonie 2018/2019 zdobył z nimi mistrzostwo. W następnym sezonie jego drużyna zajęła drugie miejsce.

### FC Dikhil/SGDT
Idleh przeniósł się do FC Dikhil/SGDT 1 lipca 2020. W sezonie 2021/2022 rozegrał on dwa mecze w Afrykańskim Pucharze Konfederacji. Były to spotkania przeciwko Biashara United (przeg. 0:1 i 0:2).

## Kariera reprezentacyjna

### Dżibuti
Idleh zadebiutował w reprezentacji Dżibuti 24 marca 2016 w meczu z Liberią (przeg. 0:1). Pierwszą bramkę zawodnik ten zdobył 22 marca 2017 w wygranym 2:0 spotkaniu kwalifikacji do Pucharu Narodów Afryki 2019 przeciwko Sudanowi Południowemu. Wystąpił on także w starciu rewanżowym, które Dżibutyjczycy przegrał 0:6, odpadając w efekcie z turnieju. Zagrał on także w dwóch meczach przeciwko reprezentacji Eswatini w ramach eliminacji do Mistrzostw Świata 2022. W pierwszym z nich (4 września 2019) strzelił gola. Wystąpił w starciu z Gambią w kwalifikacjach do Pucharu Narodów Afryki 2021. Rozegrał 3 mecze w Pucharze CECAFA 2019. Został powołany na Puchar Narodów Arabskich 2021. Rozegrał spotkanie przeciwko Libanowi, przegrane 0:1. Wystąpił w 4 spotkaniach eliminacji do Mistrzostw Świata 2022. Były to mecze z Algierią (przeg. 0:8), Nigrem (przeg. 2:4) i Burkiną Faso (przeg. 0:4 i 0:2). Zagrał w dwóch starciach z Sudanem Południowym w kwalifikacjach do Pucharu Narodów Afryki 2023 (przeg. 2:4 i 0:1).

## Statystyki

### Klubowe
(aktualne na dzień 5 sierpnia 2022)
| Klub                           | Sezon              | Liga                    | Liga  | Liga   | Puchar kraju | Puchar kraju | Kontynent | Kontynent | Suma  | Suma   |
| Klub                           | Sezon              | Liga                    | Mecze | Bramki | Mecze        | Bramki       | Mecze     | Bramki    | Mecze | Bramki |
| ------------------------------ | ------------------ | ----------------------- | ----- | ------ | ------------ | ------------ | --------- | --------- | ----- | ------ |
| AS Ali Sabieh Djibouti Télécom | 2014/15            | Djibouti Premier League | ?     | ?      | ?            | ?            | –         | –         | ?     | ?      |
| AS Ali Sabieh Djibouti Télécom | 2015/16            | Djibouti Premier League | ?     | ?      | ?            | ?            | –         | –         | ?     | ?      |
| AS Ali Sabieh Djibouti Télécom | 2016/17            | Djibouti Premier League | ?     | ?      | ?            | ?            | –         | –         | ?     | ?      |
| AS Ali Sabieh Djibouti Télécom | 2017/18            | Djibouti Premier League | ?     | ?      | ?            | ?            | –         | –         | ?     | ?      |
| AS Ali Sabieh Djibouti Télécom | Ogólnie            | Ogólnie                 | ?     | ?      | ?            | ?            | 0         | 0         | ?     | ?      |
| AS Port                        | 2018/19            | Djibouti Premier League | ?     | ?      | ?            | ?            | –         | –         | ?     | ?      |
| AS Port                        | 2019/20            | Djibouti Premier League | ?     | ?      | ?            | ?            | –         | –         | ?     | ?      |
| AS Port                        | Ogólnie            | Ogólnie                 | ?     | ?      | ?            | ?            | 0         | 0         | ?     | ?      |
| FC Dikhil/SGDT                 | 2020/21            | Djibouti Premier League | ?     | ?      | ?            | ?            | –         | –         | ?     | ?      |
| FC Dikhil/SGDT                 | 2021/22            | Djibouti Premier League | ?     | ?      | ?            | ?            | 2         | 0         | ?     | ?      |
| FC Dikhil/SGDT                 | 2022/23            | Djibouti Premier League | ?     | ?      | ?            | ?            | 0         | 0         | ?     | ?      |
| FC Dikhil/SGDT                 | Ogólnie            | Ogólnie                 | ?     | ?      | ?            | ?            | 2         | 0         | ?     | ?      |
| Ogólnie w karierze             | Ogólnie w karierze | Ogólnie w karierze      | ?     | ?      | ?            | ?            | 2         | 0         | ?     | ?      |

### Reprezentacyjne
| Reprezentacja | Rok     | Mecze | Bramki |
| ------------- | ------- | ----- | ------ |
| Dżibuti       | 2016    | 1     | 0      |
| Dżibuti       | 2017    | 4     | 1      |
| Dżibuti       | 2019    | 7     | 1      |
| Dżibuti       | 2021    | 6     | 0      |
| Dżibuti       | 2022    | 2     | 0      |
| Ogólnie       | Ogólnie | 20    | 2      |

| Mecze i gole w reprezentacji | Mecze i gole w reprezentacji | Mecze i gole w reprezentacji | Mecze i gole w reprezentacji | Mecze i gole w reprezentacji | Mecze i gole w reprezentacji | Mecze i gole w reprezentacji | Mecze i gole w reprezentacji                    |
| Dżibuti                      | Dżibuti                      | Dżibuti                      | Dżibuti                      | Dżibuti                      | Dżibuti                      | Dżibuti                      | Dżibuti                                         |
| Lp.                          | Data                         | Miejsce                      | Gospodarz                    | Gość                         | Wynik                        | Gol                          | Rozgrywki                                       |
| ---------------------------- | ---------------------------- | ---------------------------- | ---------------------------- | ---------------------------- | ---------------------------- | ---------------------------- | ----------------------------------------------- |
| 1.                           | 24.03.2016                   | Dżibuti                      | Dżibuti                      | Liberia                      | 0:1                          |                              | Puchar Narodów Afryki 2017 – kwalifikacje       |
| 2.                           | 11.03.2017                   | Bużumbura                    | Burundi                      | Dżibuti                      | 7:0                          |                              | Mecz towarzyski                                 |
| 3.                           | 13.03.2017                   | Bużumbura                    | Burundi                      | Dżibuti                      | 1:0                          |                              | Mecz towarzyski                                 |
| 4.                           | 22.03.2017                   | Dżibuti                      | Dżibuti                      | Sudan Południowy             | 2:0                          | Gol                          | Puchar Narodów Afryki 2019 – kwalifikacje       |
| 5.                           | 28.03.2017                   | Dżuba                        | Sudan Południowy             | Dżibuti                      | 6:0                          |                              | Puchar Narodów Afryki 2019 – kwalifikacje       |
| 6.                           | 04.09.2019                   | Dżibuti                      | Dżibuti                      | Eswatini                     | 2:1                          | Gol                          | Mistrzostwa Świata 2022 – eliminacje strefy CAF |
| 7.                           | 10.09.2019                   | Manzini                      | Eswatini                     | Dżibuti                      | 0:0                          |                              | Mistrzostwa Świata 2022 – eliminacje strefy CAF |
| 8.                           | 09.10.2019                   | Dżibuti                      | Dżibuti                      | Gambia                       | 1:1                          |                              | Puchar Narodów Afryki 2021 – kwalifikacje       |
| 9.                           | 23.11.2019                   | Dżibuti                      | Dżibuti                      | Mauritius                    | 3:0                          |                              | Mecz towarzyski                                 |
| 10.                          | 11.12.2019                   | Kampala                      | Burundi                      | Dżibuti                      | 1:2                          |                              | Puchar CECAFA 2019                              |
| 11.                          | 13.12.2019                   | Kampala                      | Erytrea                      | Dżibuti                      | 3:0                          |                              | Puchar CECAFA 2019                              |
| 12.                          | 15.12.2019                   | Kampala                      | Uganda                       | Dżibuti                      | 4:1                          |                              | Puchar CECAFA 2019                              |
| 13.                          | 15.06.2021                   | Dżibuti                      | Dżibuti                      | Somalia                      | 1:0                          |                              | Mecz towarzyski                                 |
| 14.                          | 23.06.2021                   | Doha                         | Liban                        | Dżibuti                      | 1:0                          |                              | Puchar Narodów Arabskich 2021                   |
| 15.                          | 02.09.2021                   | Al-Bulajda                   | Algieria                     | Dżibuti                      | 8:0                          |                              | Mistrzostwa Świata 2022 – eliminacje strefy CAF |
| 16.                          | 06.09.2021                   | Rabat                        | Dżibuti                      | Niger                        | 2:4                          |                              | Mistrzostwa Świata 2022 – eliminacje strefy CAF |
| 17.                          | 08.10.2021                   | Marrakesz                    | Dżibuti                      | Burkina Faso                 | 0:4                          |                              | Mistrzostwa Świata 2022 – eliminacje strefy CAF |
| 18.                          | 11.10.2021                   | Marrakesz                    | Burkina Faso                 | Dżibuti                      | 2:0                          |                              | Mistrzostwa Świata 2022 – eliminacje strefy CAF |
| 19.                          | 23.03.2022                   | Aleksandria                  | Dżibuti                      | Sudan Południowy             | 2:4                          |                              | Puchar Narodów Afryki 2023 – kwalifikacje       |
| 20.                          | 27.03.2022                   | Entebbe                      | Sudan Południowy             | Dżibuti                      | 1:0                          |                              | Puchar Narodów Afryki 2023 – kwalifikacje       |

## Sukcesy
Sukcesy w karierze klubowej:

### AS Ali Sabieh Djibouti Télécom
- Mistrzostwo Dżibuti (4×): 2014/2015, 2015/2016, 2016/2017, 2017/2018
- Puchar Dżibuti (2×): 2015/2016, 2017/2018[9]

### AS Port
- Mistrzostwo Dżibuti (1×): 2018/2019
- Wicemistrzostwo Dżibuti (1×): 2019/2020